# 岡山県立大学
岡山県立大学（おかやまけんりつだいがく、英語: Okayama Prefectural University）は、岡山県総社市に本部を置く日本の公立大学。1993年創立。大学の略称は県大。
2019年現在の学生数は学部生1654人、大学院生186人。

## 沿革

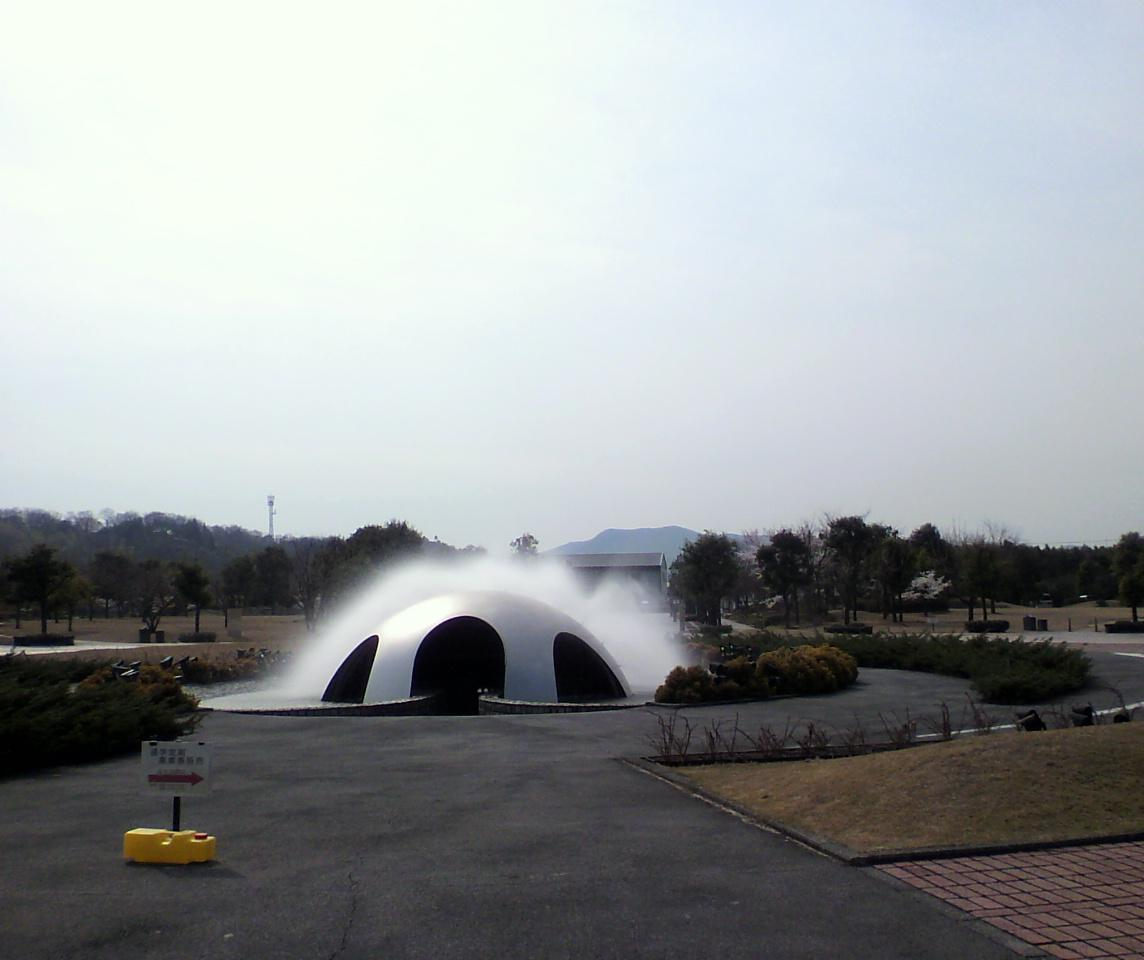
岡山県立大学の噴水

岡山県立大学は、岡山市にあった岡山県立短期大学を総社市に移転し、4年制大学に昇格させて開学した。
- 1993年 岡山県立大学設置（保健福祉学部、情報工学部、デザイン学部、短期大学部）
- 1997年 大学院修士課程開設（保健福祉学研究科、情報系工学研究科）
- 1998年 大学院修士課程にデザイン学研究科増設
- 1999年 大学院博士課程開設（情報系工学研究科）
- 2003年 大学院博士課程に保健福祉学研究科増設
- 2006年 短期大学部を廃止
- 2007年 公立大学法人へ移行
- 2008年 総社市と包括協定を締結

## 教育および研究

### 組織

#### 学部
- 保健福祉学部
  - 看護学科
  - 栄養学科
  - 現代福祉学科
  - 子ども学科
- 情報工学部
  - 情報通信工学科
  - 情報システム工学科
  - 人間情報工学科（2015年新設）
- デザイン学部
  - ビジュアルデザイン学科
  - 工芸工業デザイン学科
  - 建築学科（2021年新設）

#### 大学院
- 保健福祉学研究科
  - 看護学専攻
  - 栄養学専攻
  - 保健福祉学専攻（以上、博士前期課程）
  - 保健福祉科学専攻（博士後期課程）
- 情報系工学研究科
  - システム工学専攻（博士前期課程・博士後期課程）
- デザイン学研究科
  - デザイン工学専攻（修士課程）
  - 造形デザイン学専攻（修士課程）

#### 付属施設・機関
- 附属図書館
- 地域共同研究機構
- 教育開発センター
- キャリア・学生生活支援センター
- 学術研究推進センター
- 国際交流センター
- 総合情報推進センター
- 広報メディア開発センター

#### OPUフォーラム
毎年5月29日（開学記念日）に教員の研究発表会としてOPUフォーラムを実施している。本来は産学連携の促進を図る目的であったが、近年は大学の活動内容を県民に報告する機会としても活用されており、県内のB級グルメ等の出店や学生発表等も積極的に行われている。

## 学生生活

### 学園祭
学園祭は「県大祭」と呼ばれ、毎年11月上旬に行われる。同時に学内開放も実施。

### 語学文化研修・スタディーツアー
夏季休暇期間を活用し、英国バンガー大学、豪州アデレイド大学、韓国梨花女子大学、他を訪問して語学文化研修を行っている。

## 大学関係者と組織

### 大学関係者一覧
- 岡山県立大学の人物一覧

## 国際交流
交流協定提携校
 イギリス
- バンガー大学（前ウェールズ大学バンガー校
- セント・アンドリュース大学

 韓国
- 又松大学校

 中国
- 四川大学
- 南昌大学
- 延辺大学
- 東北師範大学
- 河南科技大学
- 東南大学

 インドネシア
- ハサヌディン大学

 オーストラリア
- アデレイド大学

 ネパール
- トリブバン大学

 台湾
- 国立雲林科技大学

 メキシコ
- モンテレイ大学
- モンテレイ工科大学プエブラ校

 アメリカ合衆国
- ポートランド州立大学

 タイ
- カセサート州立大学

 フィンランド
- ラハティ応用科学大学

 イタリア
- ダンヌンツィオ大学

## アクセス
- 桃太郎線（吉備線）服部駅より徒歩3分。
- 伯備線総社駅より車で8分。
- 倉敷駅より車で20分。
- 岡山駅より車で40分。
- 岡山自動車道岡山総社インターチェンジより車で3分。